# De Reportersmurf
De Reportersmurf is het 23ste stripalbum uit de reeks De Smurfen. Het album werd voor het eerst uitgegeven in 2003 door Le Lombard. Sinds 2008 wordt het album met een licht gewijzigde cover en herziene belettering uitgegeven bij Standaard Uitgeverij.

## Het verhaal
Een Smurf merkt dat het overdragen van nieuws in het dorp nogal chaotisch verloopt. Hij vindt daarom eerst een informatiebord uit, maar niemand leest het. Dan vindt hij een krant uit, maar hij kan maar enkele exemplaren schrijven. Knutselsmurf moet daarom een drukpers maken. De Smurf zelf wordt Reportersmurf: hij gaat nieuws vergaren.
De krant wordt echter niet veel gelezen tot er een ramp uitbreekt. De Reportersmurf beseft dat schokkend nieuws goed aanslaat en slaat daarmee de richting van de riooljournalistiek in. De krant publiceert ook steeds meer rubrieken die niet veel met nieuws te maken hebben, zoals gags, verhaaltjes en horoscopen.
Op een dag vindt de Reportersmurf geen sensationeel nieuws en vindt dan maar de roddelpers uit: een artikel over de Smurfin slaat in als een bom. Ze wordt ook de volgende dagen slachtoffer van de pers en stort uiteindelijk in. Het roddelen moet gedaan zijn. Reportersmurf gaat dan maar nieuws vergaren bij Gargamel, maar die vangt de Smurf. Gargamel snapt het systeem van de krant en verspreid bewust verkeerde informatie: hij heeft iets gemaakt om het dorp mee te vinden. Hij helpt Reportersmurf ongemerkt ontsnappen en die gaat de anderen waarschuwen. Met de valse informatie op zak snellen ze naar Gargamel om zijn plan te dwarsbomen, maar ze worden gevangen op Reportersmurf en Grote Smurf na. Zij beramen een plan: ze beschilderen in de nacht alle Smurfen en Gargamel met vlekken. Gargamel leest in een valse krant dat het een ernstige ziekte is en hij jaagt de Smurfen zijn huis uit. Reportersmurf beseft dat hij zo niet verder kan en stopt zijn krant, hoewel daarmee het informatieprobleem al snel weer de kop opsteekt.

## Stickeractie
In de zomer van 2008 werd dit verhaal ook gebruikt voor een stickeractie bij de Belgische supermarktketen Delhaize. Zij gaven een stickeralbum van Panini uit voor de 50ste verjaardag van de Smurfen. Het werd een grote rage en de verkoop verpulverde de Belgische verkoopsrecords van Paninistickers.

## Tekenfilmversie
De tekenfilmversie van De Reportersmurf heet Het laatste nieuws. Hier komen ook Opasmurf en Driftige Smurf voor. Ook de verhaallijn is anders: Reportersmurf heet Verslaggeversmurf en daar vindt hij een verhaal dat het dorp in gevaar brengt. In deze tekenfilmversie verkoopt Driftige de kranten.